# 아키타 신칸센

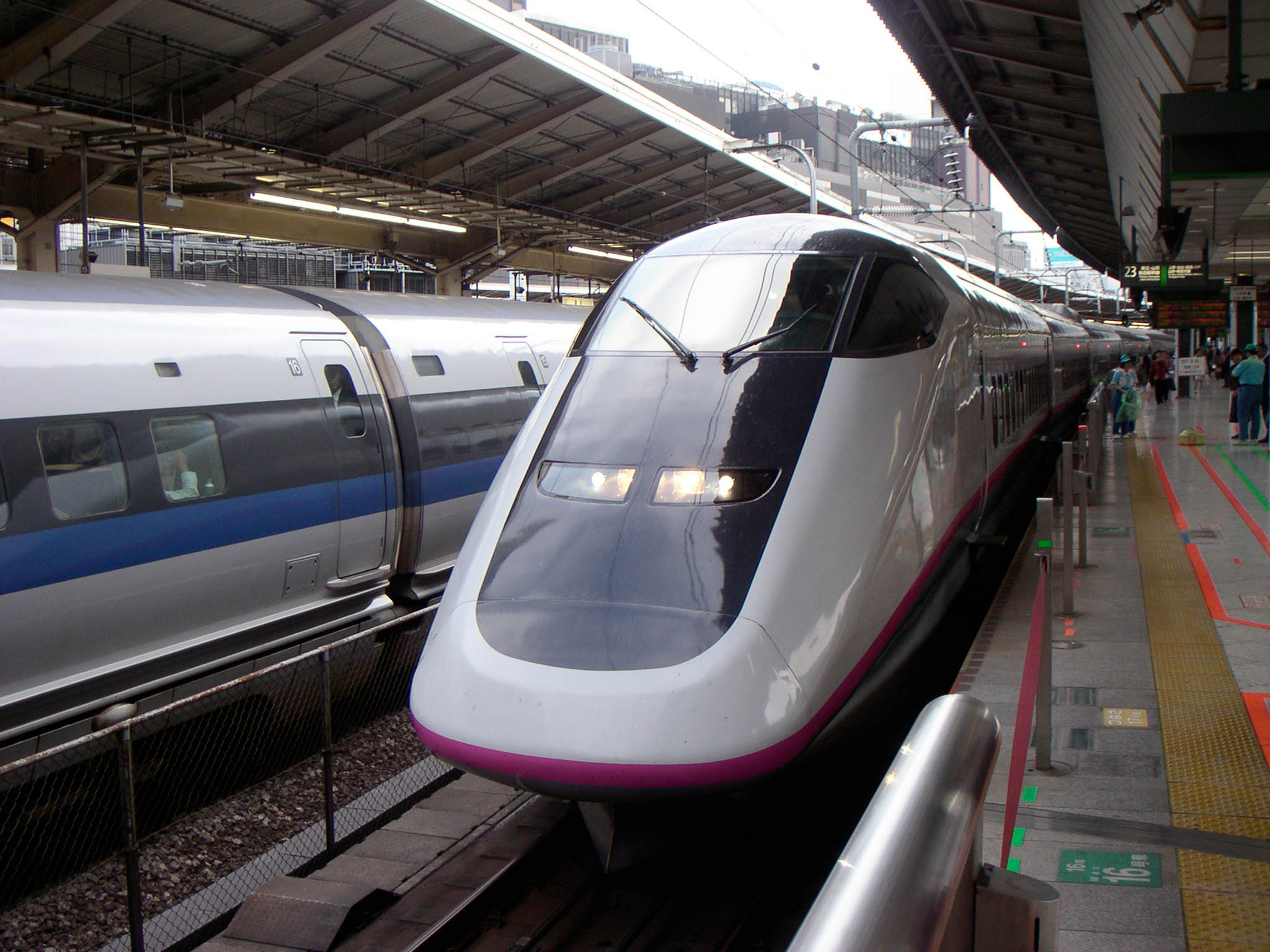
E3계 고마치 (도쿄역)

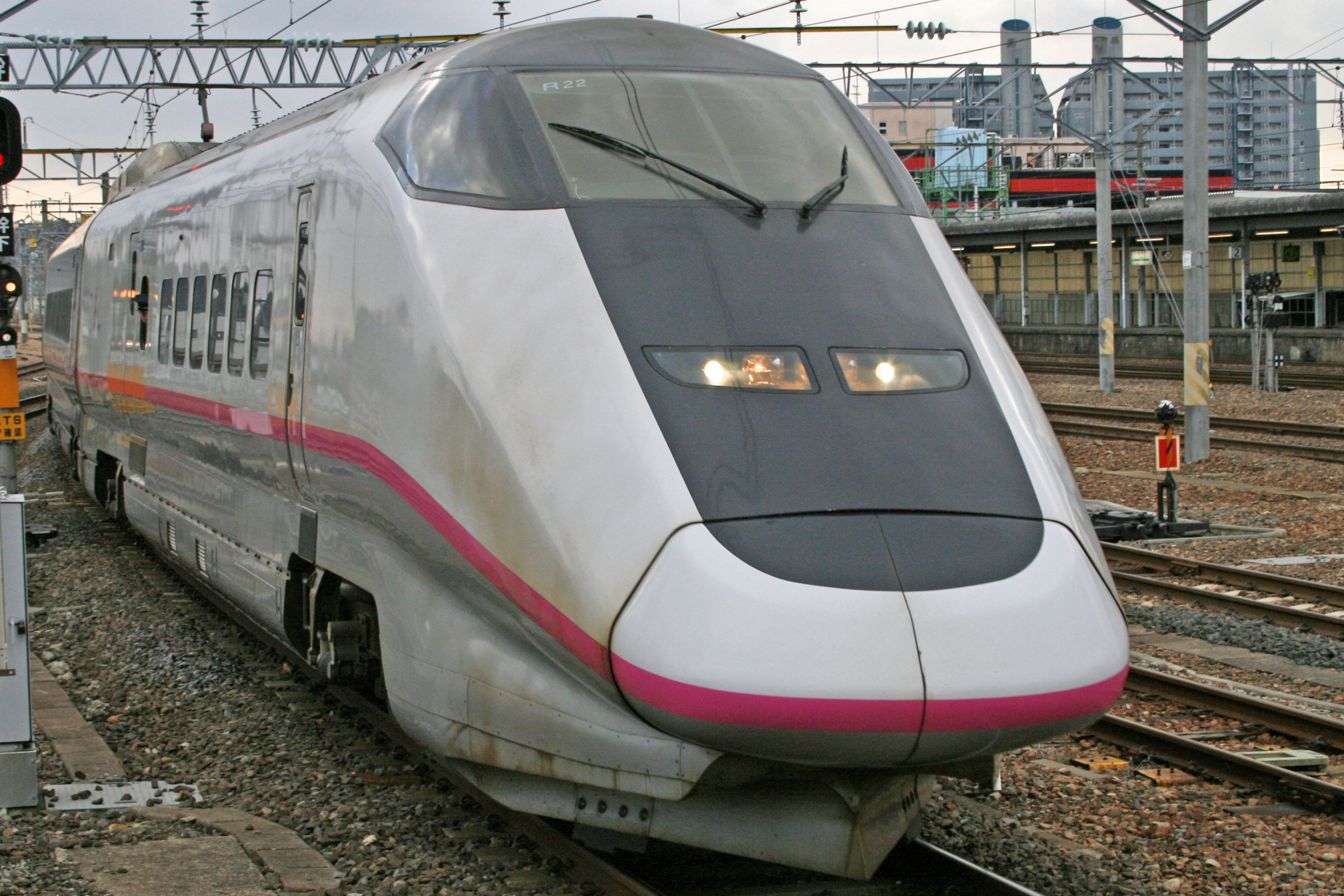
E3계 고마치 (아키타역)

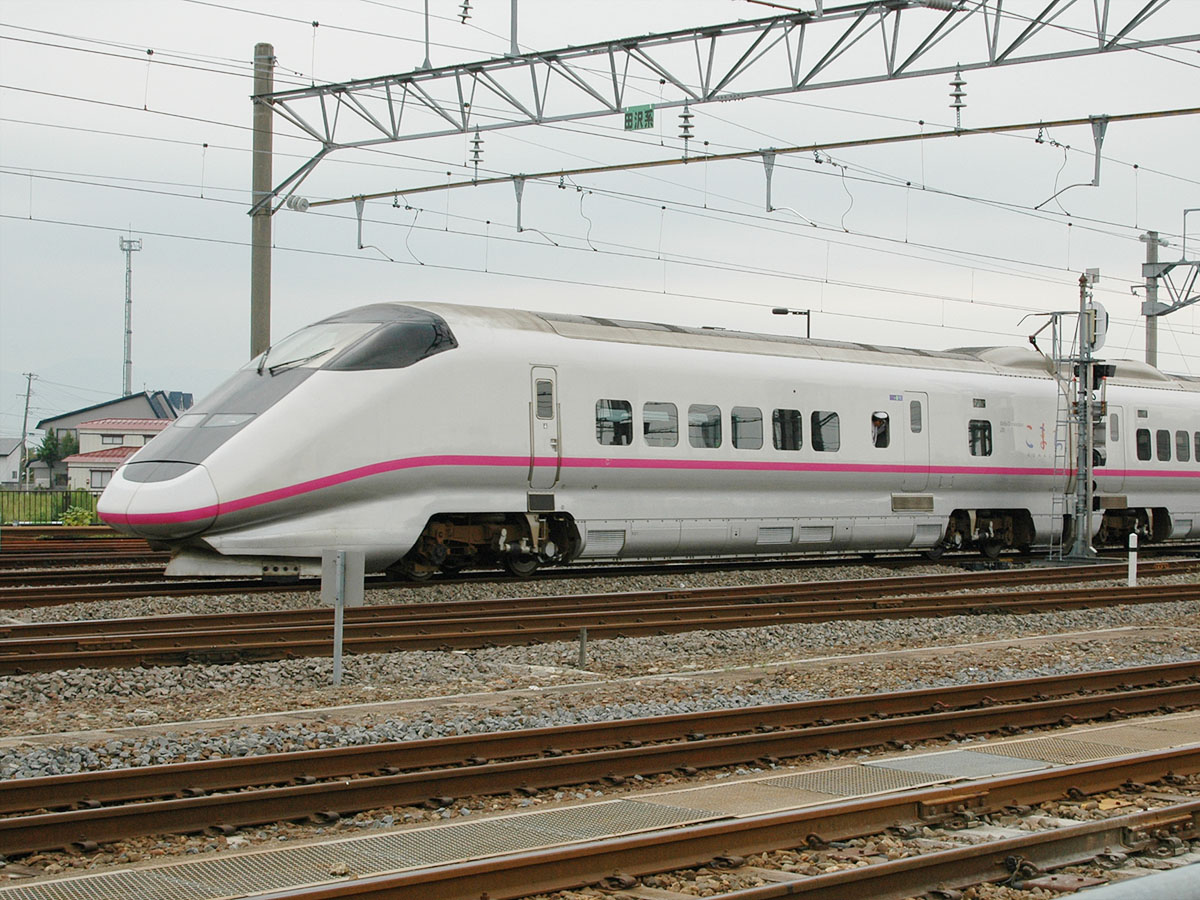
고마치 (오마가리역)

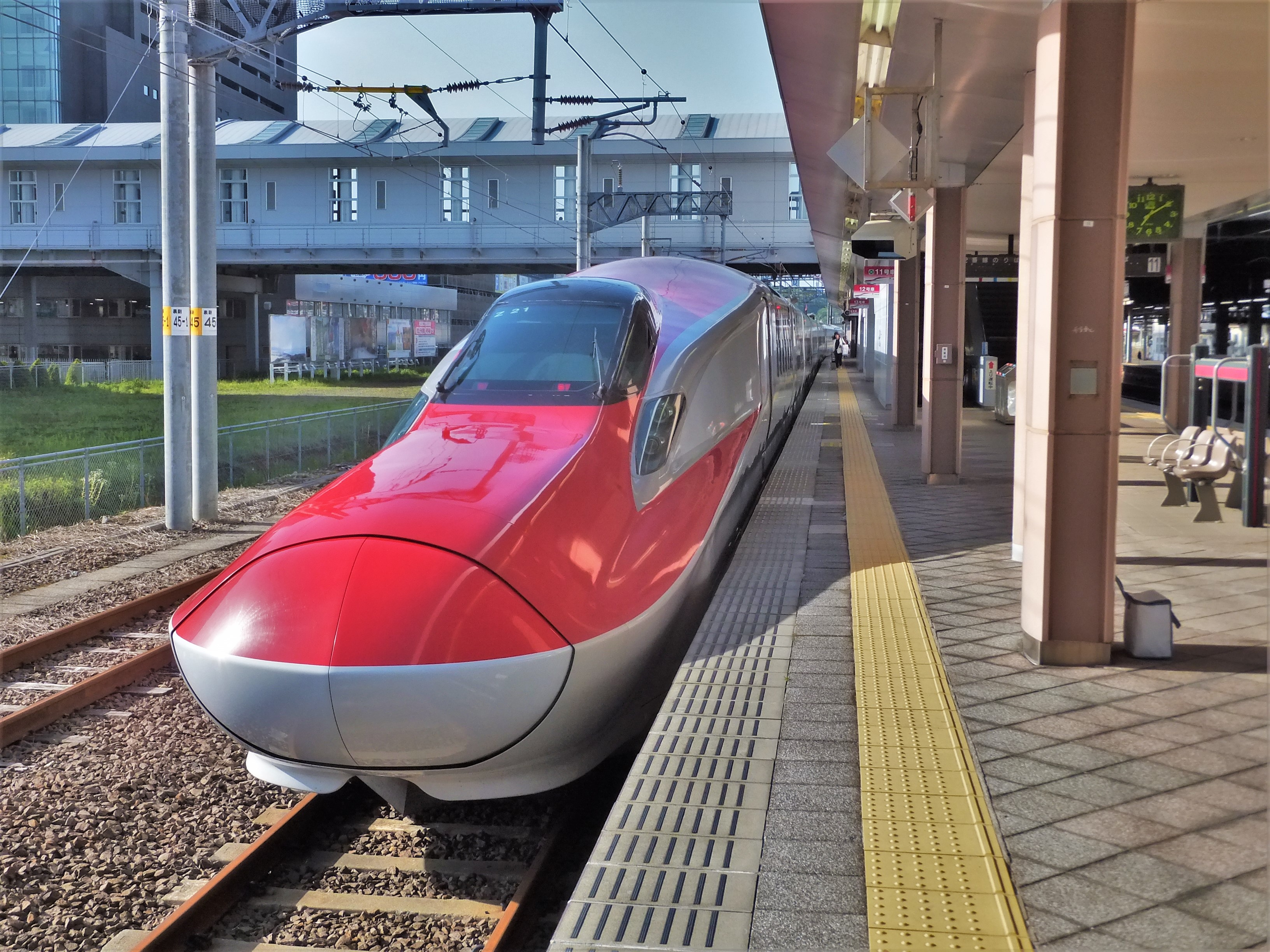
E3계의 후계 열차인 E6계 모습

아키타 신칸센(일본어: 秋田新幹線)은 모리오카역에서 아키타역까지 운행하는 동일본 여객철도의 미니 신칸센 노선 및 그 노선을 주행하는 신칸센 열차를 이르는 말이다.
모리오카부터 오마가리까지는 다자와코 선, 오마가리부터 아키타까지는 오우 본선이다. 또한 다자와코 선이 오마가리에서 오우 본선 후쿠시마 방향으로 합류하게 되어 있어서 오마가리 역에서 역주행을 한다. 모리오카부터 도쿄역까지 도호쿠 신칸센과 직통 운전하기 위해 광범위적으로는 고마치가 달리는 도쿄 ~ 아키타 간이나, 고마치 열차 자체도 아키타 신칸센으로 불린다.
또한, '전국 신칸센 철도정비법에서의 신칸센의 정의'에서는 '주된 구간을 200km/h 이상의 속도로 주행할 수 있는 간선 철도'를 신칸센이라고 정의했다. 즉 법률상으로는 아키타 신칸센의 모리오카 ~ 아키타 구간은 신칸센으로 분류되지 않는다.

## 역사

### 연표
- 1997년 3월 22일 : 모리오카 ~ 아키타 개통. E3계가 영업 운전 개시. 5량 편성으로 운전.
- 1998년 : 6량으로 증편.
- 2001년 9월 16일 : 이용객 수가 1천만 명 돌파.
- 2006년 1월 5일 : 동해 측을 중심으로 발생한 폭설의 영향으로, 개업 이래 처음으로 하루 종일 운행이 중지된다(모리오카 ~ 아키타).
- 2006년 2월 11일 : 전날 일어난 눈사태에 대한 제설 작업으로 인해 2번째로 하루 종일 운행 중지(모리오카 ~ 아키타).
- 2006년 3월 11일 : 이용객 수가 2천만 명 돌파.
- 2007년 3월 18일 : 전 차량의 금연을 실시.
- 2007년 4월 30일, 5월 6일 : 오마가리에서 출발하는 열차(코마치 26호,5026M - 5026B)를 '오마가리의 불꽃'으로 첫 운전.
- 2013년 3월 16일 : E3계 후계차인 E6계를 투입 개시, 해당 편성 사용 열차로 도호쿠 신칸센내에서의 영업 최고속도를 300km/h로 인상.[2]
- 2014년 3월 15일 : 도호쿠 신칸센 내에서의 영업 최고 속도를 320km/h로 인상.[3]

### 개통 기념 이벤트
1997년 7월 19일부터 21일에 걸쳐 개통 기념 이벤트의 피날레로서 아키타 역 ~ 요코테역 사이에 증기 기관차를 운행했다. 견인은 다카사키 운전소(현 다카사키 차량 기지 다카사키 출장소) 소속의 D51-498, 객차는 12계 6량으로 운행했다.

## 운행 차량
| 차량 | 최고 속도 （단위 : km/h） | 도입 시기 | 운행 중단 시기 |
| ---- | ------------------------- | --------- | -------------- |
| E3계 | 130                       | 1997년    | 2014년         |
| E6계 | 130                       | 2013년    | 현재           |

E6계가 7량 편성(11호차의 경우 그린샤로 운영)된 열차가 운행되며, 열차 애칭은 고마치이다.
다자와코 선은 전 구간 단선이므로, 신칸센 열차가 보통 열차와의 교행을 위해서 잠시 대기하는 광경을 볼 수 있다. 모리오카역은 다자와코 선과 오우 본선의 접속의 형태로서, 오마가리 ~ 아키타 간은 스위치 백해 달리게 된다.
오우 본선은 일부 복선화 되고 있었지만, 복선 부분은 상행선만 신칸센의 표준궤로 고쳤기 때문에 선로가 두 개 줄지어 있어도 양쪽 모두 단선이다. 이 때문에 보통 열차와 신칸센이 같은 방향으로 달리는 광경도 볼 수 있다. 덧붙여 진구지역 - 미네요시카와역 구간은 신칸센끼리의 교행이기 때문에 협궤인 쪽을 듀얼 게이지로 하고 있다.
아키타현 다이센시의 전국 불꽃 경기 대회 개최시는, 모리오카역 발착의 임시 열차가 운행되고 있다.

## 역명표
| 정식 노선명                                                 | 역명         | 일어 역명 | 도쿄 부터의영업 거리 | 모리오카 부터의영업 거리                          | 접속 노선                                                                                      | 소재지   | 소재지                |
| ----------------------------------------------------------- | ------------ | --------- | -------------------- | ------------------------------------------------- | ---------------------------------------------------------------------------------------------- | -------- | --------------------- |
| 모리오카 이남에 대해서는 도호쿠 신칸센 문서를 참고하십시오. |              |           |                      |                                                   |                                                                                                |          |                       |
| 다자와코 선                                                 | 모리오카역   | 盛岡      | 535.3                | 0.0                                               | 동일본 여객철도：도호쿠 신칸센・도호쿠 본선・야마다 선 IGR이와테 은하 철도：이와테 은하 철도선 | 이와테현 | 모리오카시            |
| 다자와코 선                                                 | 시즈쿠이시역 | 雫石      | 551.3                | 16.0                                              |                                                                                                | 이와테현 | 이와테군 시즈쿠이시정 |
| 다자와코 선                                                 | 다자와코역   | 田沢湖    | 575.4                | 40.1                                              |                                                                                                | 아키타현 | 센보쿠시              |
| 다자와코 선                                                 | 가쿠노다테역 | 角館      | 594.1                | 58.8                                              | 아키타 내륙 종단철도：아키타 내륙선                                                            | 아키타현 | 센보쿠시              |
| 다자와코 선                                                 | 오마가리역   | 大曲      | 610.9                | 75.6                                              | 동일본 여객철도：오우 본선                                                                     | 아키타현 | 다이센시              |
| ※                                                           | 오마가리역   |           | 610.9                | 75.6                                              | 동일본 여객철도：오우 본선                                                                     | 아키타현 | 다이센시              |
| 아키타역                                                    | 秋田         | 662.6     | 127.3                | 동일본 여객철도：오우 본선・우에쓰 본선・오가 선* | 아키타시                                                                                       | 아키타현 |                       |

- ※＝오우 본선
- 접속 노선의 *표：선로 명칭상은 그 역을 종점으로 하는 노선은 아니지만, 운행 계통 상으로는 그 역에서 발착하는 노선.

덧붙여 특별 급행에 대해서는 도호쿠 신칸센과의 환승 요금 제도가 있다.

## 수요
교통 수요에 대해 국토교통성이 2000년에 조사한 도도부현간 철도 여객 유동 데이터에 의하면, 아키타현을 목적지로 하는 철도 여객 가운데 도호쿠 신칸센 연선에서 들어오는 연간 여객수는 약 69만 명이었다. 이러한 각 출발지의 여객수가 많았던 곳은 미야기 현이 약 28만 1000명, 그 다음으로 도쿄 도가 23만 3000명, 이와테 현이 8만 8000명이다. 한편, 아키타 신칸센 연선을 출발지로서 도호쿠 신칸센 연선을 목적지로 하는 연간 여객수는 68만 3000명이었다. 이러한 각 목적지의 여객수가 많았던 곳은 미야기 현이 30만 5000명, 그 다음에 도쿄 도가 18만 4000명, 이와테 현이 8만 1000명이다.
| 목적지＼출발지 | 수도권＊ | 도치기현  | 후쿠시마현  | 미야기현  | 이와테현  | 합계 |
| -------------- | -------- | --------- | ----------- | --------- | --------- | ---- |
| 아키타현       | 387      | 26        | 45          | 281       | 88        | 827  |
| 출발지＼목적지 | 수도권＊ | 도치기 현 | 후쿠시마 현 | 미야기 현 | 이와테 현 | 합계 |
| 아키타 현      | 423      | 31        | 37          | 305       | 81        | 877  |

（단위 : 천 명 / 년)
- 수도권 : 도쿄도, 사이타마현, 지바현, 가나가와현

## 노선 정보
- 신호장치 : ATS
- 전철화 : 교류 20,000V, 50Hz
- 도상 : 바라스트 궤도

## 운행 형태
| 열차 등급                      | 모리오카 | 시즈쿠이시 | 다자와코 | 가쿠노다테 | 오마가리 | 아키타 |
| ------------------------------ | -------- | ---------- | -------- | ---------- | -------- | ------ |
| 고마치                         | ●        | ■          | ●        | ●          | ●        | ●      |
| ●＝정차；■＝일부 정차；↔＝통과 |          |            |          |            |          |        |

## 관련 이야기
- 아키타 신칸센은 겨울을 중심으로 항공기의 이용자를 빼앗을 만큼 장사가 잘 되지만, 다자와코 선과 오우 본선을 개궤한 결과 일찍이 모리오카 - 아키타 - 아오모리간을 직통하고 있던 '고마치'는 모두 아키타 - 아오모리간의 '고모시카'가 되어 버렸다. 그 때문에 노시로시에서는 히가시 노시로 역까지의 연장을 동일본 여객철도에 요망하고 있다. 그러나 오우 본선(아키타 - 아오모리)은 동해 종단선의 일부이며 개궤가 어렵고, 동일본 여객철도가 궤간 가변 전철에 회의적이고 개발에 참가하고 있지 않는 것으로부터, 실현은 어렵다고 여겨지고 있을 뿐만 아니라, 연선의 논의도 고조가 없다. 또 기타아키타시에 오다테 노시로 공항이 있어 필요성이 적다는 의견도 있다.
- 아키타 신칸센은 재래선을 130km/h 운행 및 도호쿠 신칸센 구간에서의 275km/h 운행이 가능하게 된 적도 있어, 속달 타입의 일부 고마치는 도쿄 - 아키타간을 4시간이 채 안되는 시간에 운행하고 있다. 그러나 4시간이 채 안되는 것은 아침 시간대와 도쿄발 최종의 몇 개만으로 대부분이 4시간 이상의 소요 시간을 필요로 한다. 그 때문에, 새로운 고속화가 가끔 논의의 목표가 되어 왔다. 특히, 아키타 현과 이와테현 경계의 센간 고개에서는 커브와 구배에 의해서 속도를 낼 수 없다. 그 때문에 아키타현에서는 센간 고개 부근의 고속화의 검토가 이루어졌던 적이 있지만, 전망은 불투명하다. 그러나 2013년 봄부터 2014년 봄에 걸쳐 차량 치환으로 도호쿠 신칸센 구간의 고속화가 단계적으로 실시되게 되어, 도쿄 - 아키타간에서 평균 15분 정도의 소요 시간 단축이 전망되고 있다. 또, 동구간으로는 DS-ATC의 투입이 완료한 일로, 도입 전에 비해 몇분 정도의 소요 시간 단축도 도모되고 있다.
- 다자와코 선 및 오우 본선구간의 대부분이 단선이기 때문에 정차역이 아닌 역에서의 열차 도착 대기도 많아, 보통 열차를 교행 하기 위해서 정차를 강요당하는 경우도 있다. 그 때문에, 복선화율의 향상도 논의의 목표가 되고 있다.
- 다자와코 - 시즈쿠이시 주변은 폭설 지대이어서 눈이 내릴시에 운행상 혼란이 발생하기 쉽다. 경우에 따라서는 운행이 보류되는 일이 있다. 2006년 폭설로 열차가 도중에 진행하지 못하여, 승객이 차내에서 꼼짝 못하고 있던 적이 있다. 또, 운행을 보류했을 경우의 대체 버스 등은 준비되지 않다.
- 차량 기지는 아키타역의 남쪽 2.7km 오우 본선 서쪽에 있다.